# Critical Reviews in Immunology
Critical Reviews in Immunology è una rivista scientifica bimestrale pubblicata dalla Begell House che pubblica articoli di revisione nel campo dell'immunologia.
Il caporedattore è M. Zouhair Atassi.

## Indicizzazione
Gli abstract e gli articoli della rivista sono indicizzati da: BIOSIS Previews, Current Contents/Life Science, MEDLINE/PubMed e Science Citation Index.
Secondo il Journal Citation Reports, il fattore di impatto nel 2016 è stato 2.327, collocandola al 106º posto su 150 riviste censite nella categoria "Immunologia".
Nel 2024, il fattore di impatto è 0.8 e la rivista si è collocata nell'ultimo quartile della categoria "Immunologia".

## Articoli notevoli
- U. Hobohm, J. L. Stanford e J. M. Grange, Pathogen-associated molecular pattern in cancer immunotherapy, in Critical Reviews in Immunology, vol. 28, n. 2, 2008,  pp. 95–107, DOI:10.1615/critrevimmunol.v28.i2.10, PMID 18540826.